# 陳嬥筌
陳嬥筌，本名，臺南佳里人，臺灣羽毛球運動員，1989年至臺北市立民權國民小學擔任羽球教練，首位獲得師鐸獎的專任運動教練。

## 生平

### 早年及選手時期
陳嬥筌生於臺南佳里，為家中老么。小學畢業時，陳嬥筌為了參加體育社團，選擇到頗有體育成績的佳里國中就讀，從此開始接受羽球訓練:74；此後，陳嬥筌就讀高雄三信高商、臺北市立體專:75。陳嬥筌作為羽球運動員主要活躍於1980年代:30，曾在1986年台北國際羽球邀請賽（現台北羽球公開賽）闖入女子雙打八強:141，全國賽事約莫於三至六名徘徊:75。

### 執教生涯
陳嬥筌從國中才開始接受羽球訓練而深感從小學開始系統性培訓的重要性，因此萌生從事體育教學的想法:76。1987年，陳嬥筌自臺北市立體專畢業後曾短暫於國立故宮博物院工作:75。1989年，受臺北市政府教育局聘用，成為民權國民小學羽球專任教練:76:30。
民權國小在陳嬥筌到任前僅有羽球社團，陳到任後校隊成立:30。執教多年後，民權國小羽球隊因陳嬥筌執教理念轉變再度社團化，學生不需要經過選拔即可加入羽球隊。陳嬥筌執教以來，民權國小逐漸成為國小盃羽球賽各年級組別常勝軍，因成績優異吸引家長願意每日增加兩、三小時車程，讓小孩轉學到民權國小訓練，也為臺灣羽球界培育出多位知名選手，如2013年夏季聽奧會女子單打金牌得主范榮玉、2015年世青羽球賽男子單打冠軍呂家弘:5806、2020年奧運羽球男子雙打金牌得主王齊麟，以及楊博涵、許仁豪、李佳豪、蘇力揚等:77。
2014年，陳嬥筌因長年耐心指導小朋友，培育羽球國手不遺餘力，成為第一位獲得師鐸獎的專任運動教練。2015年，陳嬥筌結識中租控股的辜仲立、辜周靖華夫婦，促成中租成立臺灣羽球界第五隊企業球隊——中租企業羽球隊:77，她也因此在2019年獲中華民國教育部頒發體育推手獎推展類金質獎。

## 家庭
陳嬥筌之子盧震就讀民權國小時開始接受羽球訓練，現為土地銀行羽球隊隊員。

## 外部連結
- 2014年師鐸獎-陳嬥筌 （页面存档备份，存于）